# Galissus cyanopterus
Galissus cyanopterus är en skalbaggsart som beskrevs av Dupont 1840. Galissus cyanopterus ingår i släktet Galissus och familjen långhorningar. Inga underarter finns listade i Catalogue of Life.